# Ston
Ston (Italiaans: Stagno of Stagno Grande) is een gemeente in de Kroatische provincie Dubrovnik-Neretva en telt 2605 inwoners. Ston is een rijke stad die bekendstaat om de cultivatie van oesters en zouthandel. De Middeleeuwse stadsmuren staan bekend als de "Europese Chinese Muur".

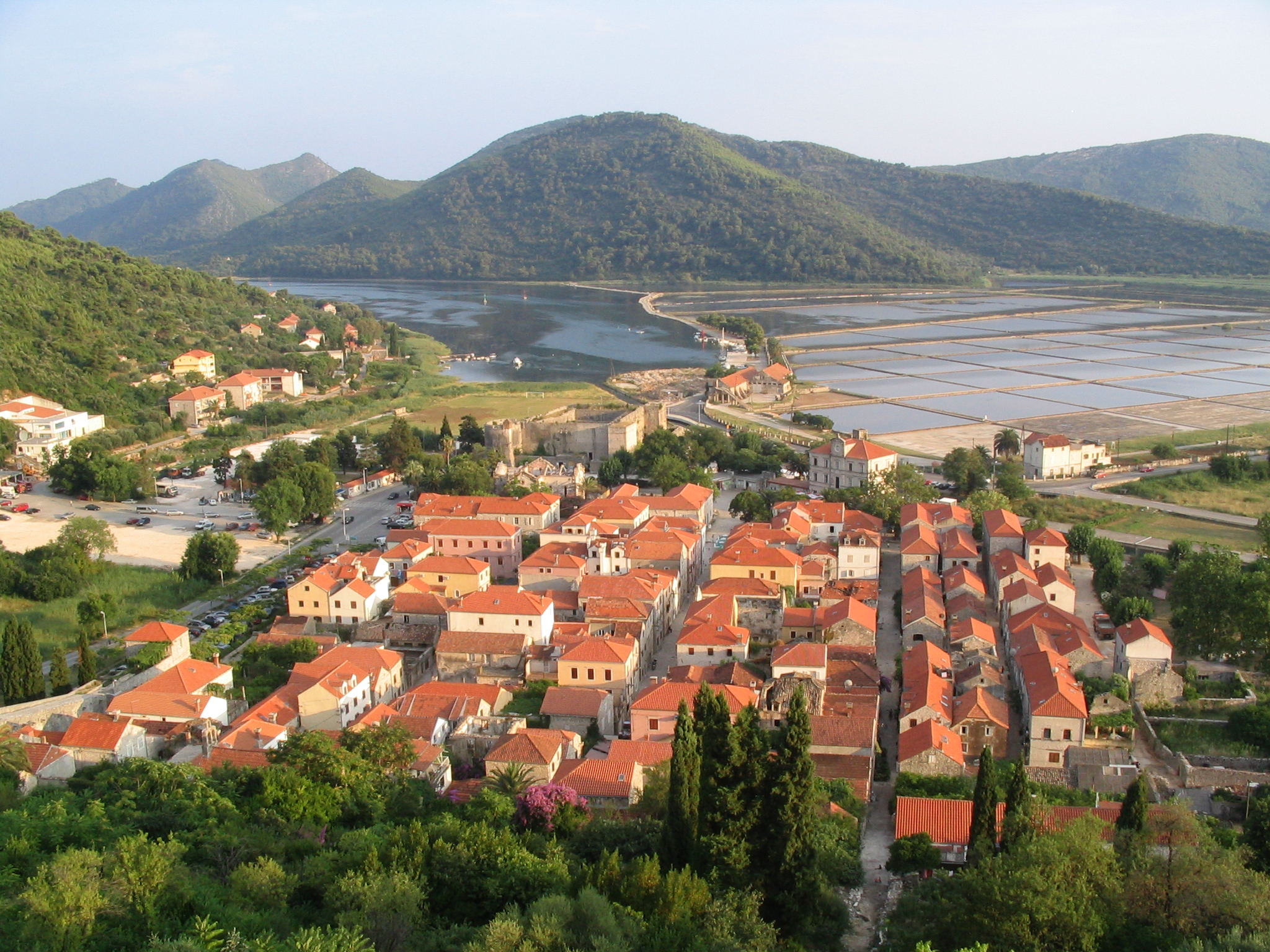
Ston

Steden (gradovi): Dubrovnik · Korčula · Metković · Opuzen · Ploče

Gemeenten (općine): Blato · Dubrovačko Primorje · Janjina · Konavle · Kula Norinska · Lastovo · Lumbarda · Mljet · Orebić · Pojezerje · Slivno · Smokvica · Ston · Trpanj · Vela Luka · Zažablje · Župa Dubrovačka